# William Weld
William Floyd Weld (sinh ngày 31 tháng 7 năm 1945) là một luật sư người Mỹ, doanh nhân và chính trị gia chủ nghĩa tự do, ông đã từng làm Thống đốc thứ 68 của bang Massachusetts. Ông là ứng cử viên cho chức Phó Tổng thống Hoa Kỳ của đảng Tự Do trong cuộc bầu cử năm 2016.
Là một người theo xu hướng tự do của đảng Cộng hòa, Weld đã từng làm các chức vụ như Luật sư đại diện cho các hạt bang Massachusetts từ 1981 đến 1986 và là người đứng đầu của Sở Tư pháp hình sự từ 1986 đến 1988.
Ông được bầu làm Thống đốc bang Massachusetts năm 1990 và làm thống đốc thứ 68 của bang này từ năm 1991 đến năm 1997. Ông đã tái đắc cử bởi số phiếu được bầu lớn nhất trong lịch sử của Massachusetts vào năm 1994 và là ứng cử viên của đảng Cộng hòa cho chức Thượng nghị sĩ Hoa Kỳ trong năm 1996, nhưng đã thua Thượng nghị sĩ đương nhiệm của đảng Dân chủ John Kerry. Ông từ chức thống đốc vào năm 1997 để tập trung vào đề cử của Tổng thống Bill Clinton làm Đại sứ Hoa Kỳ tại Mexico, nhưng vì sự phản đối mạnh mẽ của Chủ tịch Ủy ban Đối ngoại Thượng viện Jesse Helms, một người theo phái bảo thủ xã hội, ông đã bị khước từ qua một buổi điều trần trước ủy ban quan hệ đối ngoại và rút đề cử của mình.
Đã từng là Thống đốc bang Massachusetts, Weld chuyển tới New York vào năm 2000. Ngày 24 tháng 4 năm 2005, ông thông báo là đang nói chuyện với đảng Cộng hòa tại New York để ứng cử cho chức Thống đốc bang New York vào năm 2006, đối đầu với ứng cử viên được đảng Dân chủ đề cử là Eliot Spitzer. Ngày 01 tháng 6 năm 2006, những người lãnh đạo và đại biểu của đảng Cộng hòa tại bang đã chọn John Faso với tỉ lệ ủng hộ 61% và ông chỉ nhận được 39%. Vào ngày 5 tháng 6, Stephen J. Minarik, Chủ tịch Đảng Cộng hòa của bang, người đã từng ủng hộ nổi bật nhất của Weld, kêu gọi ông bỏ cuộc vì lợi ích thống nhất đảng. Weld chính thức công bố bỏ cuộc khỏi cuộc đua sau đó 1 ngày và trở về cuộc sống riêng tư. Sau đó, Spitzer tiếp tục đánh bại Faso bởi khoảng cách lớn nhất trong lịch sử bầu cử thống đốc New York, với tỉ lệ 70-28.
Ngày 18 tháng 5 năm 2016, Weld tham gia vào cuộc đua vào chức tổng thống bằng cách trở thành người ủng hộ cựu Thống đốc Gary Johnson cho sự đề cử của Đảng Tự do. Weld cho biết ông hy vọng sự ủng hộ của ông sẽ giúp tốt hơn cho chiến dịch của Johnson. Vào ngày 29 tháng 5 năm 2016, ông đã được chính thức đề cử và được chấp nhận đề cử của đảng Tự Do cho chức vụ Phó Tổng thống.

## Tiểu thuyết
Weld đã viết ba cuốn tiểu thuyết và phát hành:
- Stillwater ISBN 0-15-602723-2
- Mackerel By Moonlight ISBN 0-671-03874-5
- Big Ugly ISBN 0-7434-1037-8